# Friedrich von Müller
Pour les articles homonymes, voir Friedrich Müller et Müller.
Friedrich Theodor Adam Heinrich von Müller (né le 13 avril 1779 à Kunreuth, mort le 21 octobre 1849), chancelier du Grand-duché de Saxe-Weimar-Eisenach, est surtout connu pour avoir été proche de Goethe.